# Натан Фаррагут Твайнінг
Натан Фаррагут Твайнінг (англ. Nathan Farragut Twining; нар. 11 жовтня 1897, Монро, Грін, Вісконсин — пом. 29 березня 1982, Лекланд, Сан-Антоніо) — американський воєначальник, генерал Повітряних сил США (1953), 3-й Голова Об'єднаного комітету начальників штабів США (1957—1960), 3-й начальник штабу Повітряних сил США (1953-1957), 3-й заступник начальника штабу Повітряних сил США (1950-1953). Учасник Другої світової війни.

## Біографія
Військова кар'єра
- червень 1916 — капрал
- березень 1917 — сержант
- листопад 1918 — другий лейтенант
- 20 листопада 1923 — перший лейтенант
- 1 вересня 1935 — капітан
- 1 липня 1940 — майор
- 22 липня 1941 — підполковник (тимчасове військове звання)
- 1 лютого 1942 — полковник (тимчасове військове звання)
- 17 червня 1942 — бригадний генерал (тимчасове військове звання)
- 12 листопада 1942 — підполковник
- 5 лютого 1943 — генерал-майор (тимчасове військове звання)
- 5 червня 1945 — генерал-лейтенант (тимчасове військове звання)
- 18 липня 1946 — бригадний генерал
- 19 лютого 1948 — генерал-майор
- 10 жовтня 1950 — генерал

Натан Фаррагут Твайнінг народився 11 жовтня 1897 у невеликому містечку Монро в окрузі Грін, штату Вісконсин в з діда-прадіда родині; його предки служили в армії та на флоті американських колоній ще за часів франко-індіанської війни. У 1913 році сім'я Твайнінгів переїхала до Лейк Освего в штаті Орегон.
У червні 1916 року юний Натан вступив до лав Національної гвардії штату Орегон, де служив у роті «H» 3-го Орегонського піхотного полку; зокрема був відряджений до складу експедиційних сил на мексиканський кордон. У березні 1917 року він підвищений до сержанта, а через місяць до першого сержанта. У травні 1917 року Натан поступив до Військової академії США, навчання в якій скоротили через війну до двох років. Навчання Твайнінг успішно закінчив у листопаді 1918 буквально за декілька днів до завершення Великої війни у званні другого лейтенанта піхоти й залишився на командній посаді кадетів до червня 1919 року.
У липні 1919 року він прибув до американських окупаційних військ у Німеччину на посаду наземного спостерігача, відвідав Бельгію, Францію, Італію. У вересні 1919 року прийнятий на навчання до піхотної школи у Форт Беннінг, Джорджія. Згодом перевівся до Авіаційної служби армії. Після повернення до Сполучених Штатів він літав протягом 15 років літаками-винищувачами в різних авіаційних частинах у Техасі, Луїзіані, Гаваях, навчався у Командно-штабному коледжі армії. У серпні 1940 року полковник Н.Твайнінг був призначений до Командування Повітряних сил армії США у Вашингтоні на посаду помічника управління інспекції. Згодом займав декілька керівних штабних посад.
Невдовзі після початку Другої світової війни у Європі, Твайнінг отримав призначення до оперативного управління командування повітряних сил армії; у 1942 його призначають начальником штабу усіх військово-повітряних сил союзників на Південно-Тихоокеанському театрі війни. В січні 1943 він отримав звання генерал-майора й прийняв під своє командування 13-у повітряну армію. 1 лютого 1943 ВМС організували пошуково-рятувальну операцію з розшуку літака свого командувача, який разом з 14 іншими офіцерами зник у районі Нових Гебрідських островів під час перельоту з Гуадалканалу до Еспіріту-Санто й провели 6 діб у рятувальних човнах.
У листопаді того ж року — прийняв 15-у повітряну армії від генерала Джіммі Дуліттла на Італійському театрі війни. По завершенню воєнних дій у Європі, його повернули на Тихий океан, де він на нетривалий час очолив 20-у повітряну армію, на озброєнні якої перебували бомбардувальники B-29, котрі виконували завдання з бомбардування Японських островів.
20 жовтня 1945 року генерал Твайнінг особисто вів групу з трьох стратегічних бомбардувальників B-29 за маршрутом Гуам-Вашингтон через Індію та Німеччину; літаки пролетіли 13 167 миль за 59 годин 30 хвилин. Після повернення до Штатів його призначають командувачем Матеріального командування ПС, а з 1947 року він очолив Повітряне командування на Алясці.
У тому ж році, його призначили провести розслідування випадків появи НЛО, котрі почастішали останнім часом і він порекомендував розпочати офіційне дослідження феномену; як наслідок був започаткований проект «Знак». Існують здогади, що продовжують збуджувати спільноту та прихильників теорії змови, що генерал Твайнінг уходив до складу найпотаємнішої групи, так званої групи «Маджестік»-12, яка за наказом Президента Трумена вивчала інопланетний космічний корабель.
Через три роки генерал-лейтенант Н.Твайнінг планував до звільнення у відставку, коли несподівано помер від серцевого нападу заступник начальника штабу Повітряних сил США генерал М'юр Фейрчайлд і його призначили на вакантну посаду.
У 1953 році, після звільнення генерала В. Гойта, Натана Твайнінга обрано кандидатом на посаду очільника Повітряних сил країни; за час його перебування в посаді сталося безліч подій та модернізацій, які перетворили Повітряні сили США на потужний конгломерат сил Сполучених Штатів, зокрема він був ярим апологетом стратегії масивного застосування авіаційної моці для удару у відповідь на загрозу з боку Радянського Союзу.
В 1957 році указом Президента Ейзенхауера генерала призначено головою Об'єднаного комітету начальників штабів.
29 березня 1982 року Натан Фаррагут Твайнінг помер на військово-повітряній базі Лекланд у Техасі та був похований з усіма військовими почестями на Арлінгтонському національному кладовищі.